# Ходовско језеро
Ходовско језеро је тип речног језера који се формира у полупустињским и степским пределима, где речни токови пресушују током летњег периода. Вода се задржава само у већим удубљењима корита, тзв. „ходовима“. Оваква језера јављају се у близини Волгограда на реци Сарпи и у Аустралији на реци Дарлинг.